# Jureur

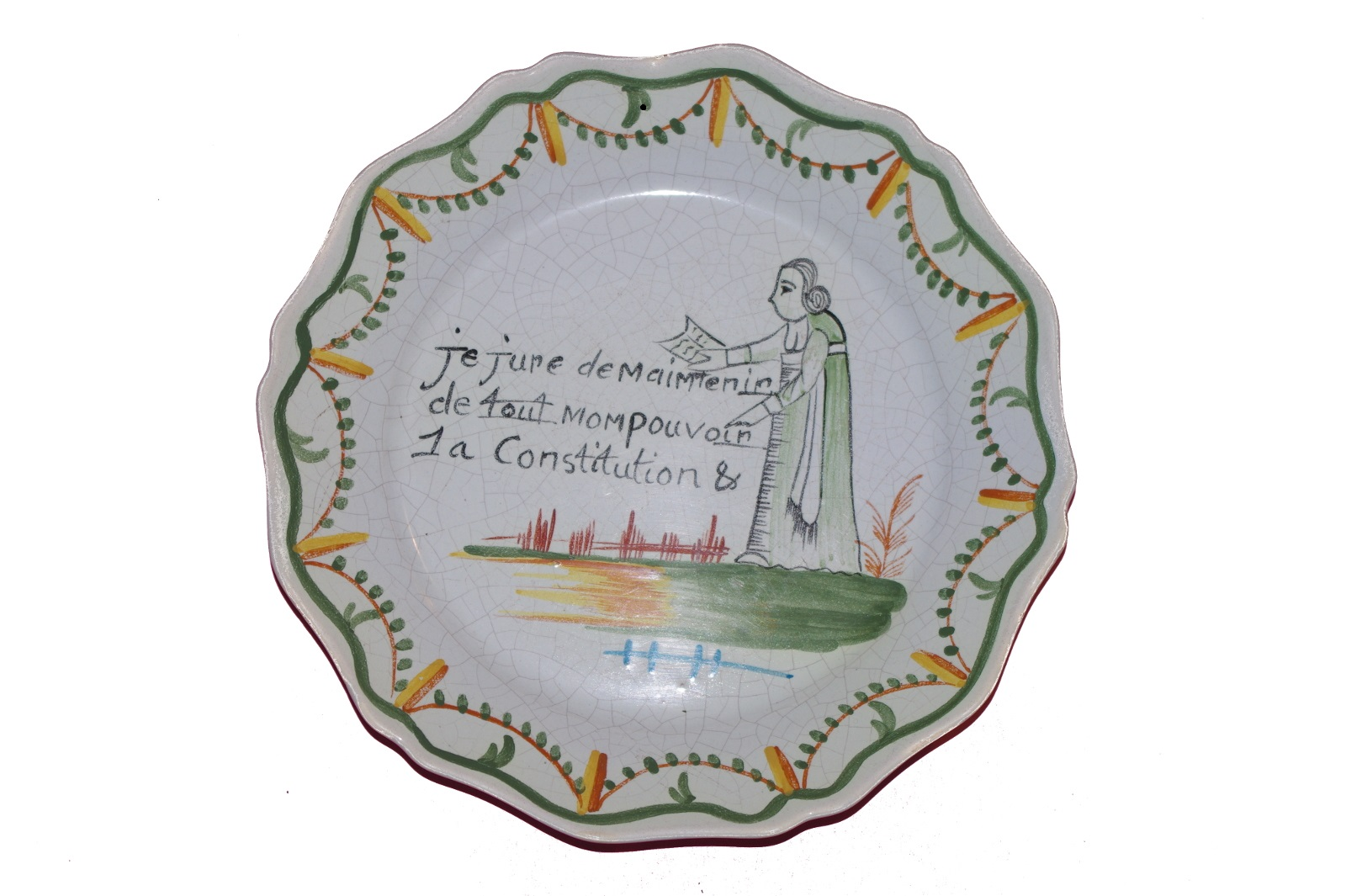
Assiette humoristique se moquant de la duplicité de prêtres jureurs : Je jure de maintenir de tout mon pouvoir la Constitution & [je la hais] (jeu de mots avec la haie dessinée).

Pendant la Révolution française, on a désigné comme prêtres jureurs les membres du clergé qui acceptèrent de prêter serment à la Constitution civile du clergé. On parle aussi aujourd'hui de prêtres constitutionnels, ou prêtres assermentés, par opposition aux prêtres réfractaires qui ont refusé de prêter serment à la Constitution civile du clergé.

## Historique
Lee terme de « jureur » a été employé de façon péjorative dans le clergé catholique pour désigner les prêtres qui ont prêté serment à la Constitution civile du clergé du 10 juillet 1790. Le pape Pie VI, par une instruction du 26 septembre 1791 et un bref apostolique du 19 mars 1792, interdit aux fidèles de communier, recevoir le sacrement de mariage ou tout autre sacrement des mains d'un curé ou autre prêtre jureur, à l'exception du baptême dans un cas de pressante nécessité et s'il ne se trouve aucun prêtre à proximité qui soit pourvu de pouvoirs légitimes ; il interdit aussi aux fidèles d'assister à une messe, prière publique ou autre cérémonie tenue par un prêtre jureur, et aux prêtres non jureurs d'avoir aucun rapport avec celui-ci dans l'ordre spirituel. Le prêtre jureur qui assume une fonction d'ordre spirituel est un « intrus », un « rebelle ». À la question de savoir si un fidèle peut assister ou servir de parrain dans un baptême opéré par un prêtre jureur, l'instruction pontificale répond : « Non à ces deux questions : par la raison que ce jureur, que cet intrus sont certainement schismatiques ; leur schisme est notoire ». Le pape recommandait de ne plus admettre les « jureurs » au sein du clergé à moins d'une complète rétractation et d'une sévère pénitence ; certains évêques allaient jusqu'à refuser définitivement toute réconciliation aux « schismatiques ». Dans les régions catholiques, particulièrement dans l'ouest de la France, les « jureurs » sont ostracisés par les fidèles et il arrive que les paysans les chassent à coups de fourche.
Le concordat du 15 juillet 1801, conclu entre les représentants de Napoléon Bonaparte, Premier Consul, et du pape Pie VII, met fin à la rupture entre le clergé assermenté (« jureur ») et le clergé réfractaire (qui avait refusé le serment). Le Premier Consul voudrait que cette disposition soit immédiatement applicable ; le 8 mai 1802, le ministre Portalis écrit aux « citoyens archevêques et évêques » pour leur demander de choisir un de leurs grands vicaires dans le clergé constitutionnel, et « un tiers ou un quart » de leurs curés et chanoines dans ce clergé. Cette instruction cause l'indignation de prêtres comme Jean Brion, curé de Cirières dans les Deux-Sèvres : « Messieurs, si le "citoyen évêque" de Poitiers (…) m'expédie un curé jureur pour vérifier mes comptes, je flanquerai l'odieux personnage, incontinent, à la porte ! »
La plupart des évêques constitutionnels font leur soumission à Rome. Cependant, certains prêtres constitutionnels refusent ce qui apparaîtrait comme une absolution ou une rétractation, estimant que leur serment à la constitution civile ne les met pas en rupture avec leur foi. À l'inverse, des prêtres réfractaires comme Jean-Charles de Coucy, évêque de La Rochelle, rejettent le concordat qui mettrait les prêtres jureurs à égalité avec les prêtres non jureurs : ce refus est à l'origine d'un schisme anti-concordataire, la « Petite Église ».

## Fiction

### Roman
- Dans Quatrevingt-treize de Victor Hugo, publié en 1874, une scène montre l'expulsion d'un prêtre jureur en Bretagne par les paysans révoltés contre la République[6].
- Dans Jacquou le Croquant d'Eugène Le Roy, publié en 1899, Bonal, curé de Fanlac en Périgord sous la Restauration, est un ancien prêtre jureur : il recueille le personnage éponyme, un petit paysan orphelin. Modèle de justice et de charité, il vit en marge de l'Église officielle[7].